# Княжичі (Польща)
Княжичі (пол. Kniażyce, староцерк.-слов. Княжичи, рос. Княжичи) — село в Польщі, у гміні Фредрополь Перемишльського повіту Підкарпатського воєводства, у межах етнічної української і (старо)руської території Надсяння.
Населення — 413 осіб (2011). З вихідцями з села пов’язана історія появи кількох сіл Княжичі в сучасних Україні, Білорусі і Росії в часи Корони Польської.

## Географія
Село лежить за 2 км на північ від Фредрополя і за 10 км на південь від Перемишля.

## Назва
У 1977-1981 рр. в ході кампанії ліквідації українських назв перейменовано на Подлєсє (пол. Podlesie).

## Історія
Село засноване 1443 року на території маєтків, що належали до роду Стечків із Болестрашичів. Пізніше село стало власністю Стефана Святополка із Завади. Він був родоначальником роду Болестрашицьких.
З документів випливає, що перед 1507 роком у Княжичах існувала православна парафіяльна церква. Далі село належало до королівських володінь і виконувало послуги (службове поселення) мешканцям міста Перемишля. Після розподілів Польщі австрійці продали село приватному власникові.  У 1880 р. було 344 мешканці в селі та 69 у панському дворі (більшість греко-католиків, до 100 римо-католиків), село належало до Перемишльського повіту.
За часу Першої світової війни, а саме 1915 року, коли укріплювали Перемишльську фортецю, село було спалене австрійським військом. Спалили також дві церкви і стару дерев'яну з 1830 року та збудовану перед самою війною — муровану. Залишились тільки 2 хати.
Після розпаду Австро-Угорщини і утворення 1 листопада 1918 р. Західноукраїнської Народної Республіки це переважно населене українцями село Надсяння було окуповане Польщею. На 1.01.1939 в селі було 680 мешканців (з них 330 українців-грекокатоликів, 165 українців-римокатоликів, 25 поляків, 150 польських колоністів міжвоєнного періоду і 10 євреїв). У міжвоєнний період у Княжичах була церква Св. Іллі, яка належала до парафії в Горохівцях Нижанківського деканату Перемишльської єпархії УГКЦ. Село входило до ґміни Германовичі Перемишльського повіту Львівського воєводства.
Після початку Другої світової війни 13 вересня 1939 року війська Третього Рейху увійшли в село, та після вторгнення СРСР до Польщі 27 вересня увійшли радянські війська і Княжичі, що знаходяться на правому, східному березі Сяну, разом з іншими навколишніми селами відійшли до СРСР та ввійшли до складу утвореної 27 листопада 1939 року Дрогобицької області УРСР (обласний центр — місто Дрогобич).
До 60-х років XX ст. в Княжичах існувала дерев'яна церква, збудована 1943 року. Згідно з переказом, у Княжичах була ще одна церква в лісі на захід від села, у місці, яке називали Дильованка (назва походить від дороги, вимощеної балками (дилями) на підмоклому місці).
В березні 1945 року Княжичі, як і весь Перемишльський район включно з містом Перемишль зі складу Дрогобицької області передано Польщі. 1945 року в Україну переселено близько 250 мешканців (дані приблизні), решту — в 1947 р. на ті території в західній та північній частині польської держави (так звані повернені території), що до 1945 належали Німеччині (операція Вісла), а на їх місце заселено поляків.
У 1975-1998 роках село належало до Перемишльського воєводства.

## Демографія
1785 року тут мешкало 169 греко-католиків, 90 римо-католиків та 19 юдеїв.
1840 року були 280, у 1899-му — 261 греко-католик.
1921 року в селі було 96 хат і 472 мешканці, серед них 306 греко-католиків та 159 римо-католиків і 7 юдеїв.
1938 року нараховувалось 405 греко-католиків.
Демографічна структура станом на 31 березня 2011 року:
|          | Загалом | Допрацездатний вік | Працездатний вік | Постпрацездатний вік |
| -------- | ------- | ------------------ | ---------------- | -------------------- |
| Чоловіки | 214     | 46                 | 142              | 26                   |
| Жінки    | 199     | 44                 | 121              | 34                   |
| Разом    | 413     | 90                 | 263              | 60                   |